# (37720) Kawanishi
Pour les articles homonymes, voir Kawanishi (homonymie).
(37720) Kawanishi est un astéroïde de la ceinture principale.

## Description
(37720) Kawanishi est un astéroïde de la ceinture principale. Il fut découvert le 23 septembre 1996 à Nanyo par Tomimaru Okuni. Il présente une orbite caractérisée par un demi-grand axe de 2,38 UA, une excentricité de 0,22 et une inclinaison de 2,8° par rapport à l'écliptique.

## Compléments